# كرد شامي (دوراهان)
کرد شامي (بالفارسية: کردشامی) هي مستوطنة تقع في إيران في قسم درواهان الريفي. يقدر عدد سكانها بـ 627 نسمة بحسب إحصاء 2016.